# Навруз (Кашкадар'їнська область)
Навруз (узб. Navro’z, Наврўз) — міське селище в Узбекистані, в Каршинському районі Кашкадар'їнської області.
Статус міського селища з 2009 року.